# 普通人黨
普通人党（缩写为AAP），又译平民党，是印度的一个政党。它由阿尔温德·凯杰里瓦尔和他的同志于2012年11月在2011年印度反腐败运动之后创立。该党目前是印度旁遮普邦和德里联邦领土的执政党。2023年4月10日，平民党被印度选举委员会正式授予全国性政党地位。该党的选举标志是一把扫帚。
该党是在凯杰里瓦尔和政治活动家安娜·哈沙尔就是否借着2011年印度反腐败运动风潮建党参加选举产生意见分歧后成立的，该运动自2011年以来一直要求通过Jan Lokpal法案（该法案要求成立一个独立机构在一年之内快速完成腐败案件的调查）。哈沙尔更希望让示威运动在政治上保持独立、不结盟状态，而凯杰里瓦尔认为民粹路线的失败需要改变政府本身。2015年12月3日，平民党主导的政府在德里立法议会以多数票通过了Jan Lokpal法案。
平民党在2013年德里立法议会选举中首次亮相，成为第二大党，并在印度国大党议会成员的支持下成功组建了政府。凯杰里瓦尔成为德里的首席部长，但由于缺乏国大党的支持，他的政府在他无法在议会中通过Jan Lokpal法案后的49天内总辞。德里执政后，在接下来的2015年选举中，该党赢得了议会70个席位中的67个，凯杰里瓦尔再次宣誓就任德里首席部长。在随后的2020年德里立法议会选举中，平民党在赢得70个席位中的62个席位后再次当选为执政党。
在德里以外，平民党在获得20个席位后成为2017年旁遮普邦立法议会选举中的主要反对党，巩固了其民意支持度。在随后的2022年旁遮普邦立法议会选举中，该党在赢得92个席位后当选为主要执政党，其成员巴格瓦特·曼宁宣誓就任旁遮普邦首席部长。2022年12月，该党在2022年古吉拉特邦立法议会选举后成为古吉拉特邦第三大党。在选举中普通人党获得了12.92%的选票和议会中的五个席位。除了古吉拉特邦，平民党也被果阿邦授予地区性党派地位。

## 外部連結
- 官方網站（页面存档备份，存于）
- 中的“Aadmi Party 普通人黨”